# Cashton
Cashton ist eine Gemeinde (mit dem Status „Village“) im Monroe County im US-amerikanischen Bundesstaat Wisconsin. Im Jahr 2010 hatte Cashton 1102 Einwohner.

## Geografie
Cashton liegt im mittleren Westen Wisconsins, rund 30 km östlich des Mississippi, der die Grenze Wisconsins zu Minnesota bildet. Die ebenfalls am Mississippi gelegene Schnittstelle der drei Bundesstaaten Wisconsin, Minnesota und Iowa befindet sich rund 50 km südwestlich.
Cashton liegt in der Driftless Area genannten eiszeitlich geformten Region, die sich über das südöstliche Minnesota, das südwestliche Wisconsin, das nordöstliche Iowa und das äußerste nordwestliche Illinois erstreckt. Bei der letzten Eiszeit, der so genannten Wisconsin Glaciation, blieb die Region eisfrei, sodass sich die Flusstäler auch während dieser Zeit tiefer in das Plateau einschneiden konnten.
Die geografischen Koordinaten von Cashton sind 43°44′31″ nördlicher Breite und 90°46′45″ westlicher Länge. Das Gemeindegebiet erstreckt sich über eine Fläche von 3,42 km² und wird von den Towns Portland (im Westen) und  Jefferson (im Osten) umgeben, ohne einer davon anzugehören.
Nachbarorte von Cashton sind Melvina (9,3 km nördlich), Norwalk (18,7 km nordöstlich), Ontario (16,6 km östlich), Bloomingdale (14,7 km südlich), Westby (12,9 km südwestlich), Coon Valley (22,5 km westlich), Portland (8,4 km nordwestlich) und Rockland (27,5 km in der gleichen Richtung).
Die nächstgelegenen größeren Städte sind Wausau (217 km nordöstlich), Wisconsins größte Stadt Milwaukee (293 km westsüdwestlich), Wisconsins Hauptstadt Madison (169 km südöstlich), Rockford in Illinois (279 km in der gleichen Richtung), die Quad Cities in Illinois und Iowa (278 km südlich), La Crosse am Mississippi (48,5 km westlich), Rochester in Minnesota (167 km in der gleichen Richtung) und die Twin Cities in Minnesota (281 km nordwestlich).

## Verkehr
In Cashton kreuzen die Wisconsin State Highways 33 (in Ost-West-Richtung) und 27 (in Nord-Süd-Richtung). Alle weiteren Straßen sind untergeordnete Landstraßen, teils unbefestigte Fahrwege sowie innerörtliche Verbindungsstraßen.
Der nächstgelegene Flughafen ist der La Crosse Regional Airport (54,5 km nordwestlich).

## Bevölkerung
Nach der Volkszählung im Jahr 2010 lebten in Cashton 1102 Menschen in 448 Haushalten. Die Bevölkerungsdichte betrug 322,2 Einwohner pro Quadratkilometer. In den 448 Haushalten lebten statistisch je 2,46 Personen.
Ethnisch betrachtet setzte sich die Bevölkerung zusammen aus 95,5 Prozent Weißen, 0,9 Prozent Afroamerikanern sowie 2,9 Prozent aus anderen ethnischen Gruppen; 0,7 Prozent stammten von zwei oder mehr Ethnien ab. Unabhängig von der ethnischen Zugehörigkeit waren 4,4 Prozent der Bevölkerung spanischer oder lateinamerikanischer Abstammung.
28,5 Prozent der Bevölkerung waren unter 18 Jahre alt, 56,2 Prozent waren zwischen 18 und 64 und 15,3 Prozent waren 65 Jahre oder älter. 50,5 Prozent der Bevölkerung waren weiblich.
Das mittlere jährliche Einkommen eines Haushalts lag bei 47.955 USD. Das Pro-Kopf-Einkommen betrug 21.535 USD. 15,9 Prozent der Einwohner lebten unterhalb der Armutsgrenze.

## Bekannte Bewohner
- Frank O. King (1883–1969) – Cartoonist, Comiczeichner und -autor – geboren in Cashton